# Vioolconcert
Een vioolconcert is een concert voor solo viool en orkest of kamerorkest.
Het vioolconcert bestaat meestal uit drie delen en werd vooral in het classicisme en de romantiek veel gecomponeerd. Toch werden er ook voor en na die tijd bekende vioolconcerten geschreven door bijvoorbeeld Bach gedurende het Barok-tijdperk of door Bartók, Stravinsky en Sjostakovitsj in de 20ste eeuw.

## Voorbeelden
Voorbeelden van vioolconcerten (of concerto's) zijn op volgorde van componist:

### A
- John Adams
  - Vioolconcert (1993)
  - The Dharma at Big Sur (2003)
- Kalevi Aho
  - Vioolconcert (1981-1982)
- Hendrik Andriessen
  - Vioolconcert (1969)
- Richard Arnell
  - Vioolconcert in één deel (1940)
- Kurt Atterberg
  - Vioolconcert (1914)
- Tor Aulin
  - Vioolconcert nr. 3 (1896)

### B
- Johann Sebastian Bach

  - Vioolconcert in a-klein BWV 1041 (1717–1723)
  - Vioolconcert in E-groot BWV 1042 (1717–1723)
  - Dubbelconcert voor viool in d-klein BWV 1043 (1723)
  - Vioolconcert in d-klein, BWV 1052 (reconstructie van een verloren compositie)
  - Vioolconcert voor drie violen in D-groot, BWV 1064 (reconstructie van een verloren compositie)
  - Vioolconcert in g-klein, BWV 1056 (reconstructie van een verloren compositie)
- Henk Badings
  - Vioolconcert nr. 1 (1928)
  - Vioolconcert nr. 2 (1933-1935)
  - Vioolconcert nr. 3 in D-groot (1944)
  - Vioolconcert nr. 4 in C-groot (1947)
- Samuel Barber
  - Vioolconcert op. 14 (1939)
- Béla Bartók:
  - Vioolconcert nr. 1, Sz. 36 (1907-1908)
  - Vioolconcert nr. 2, Sz. 112 (1937-1938)
- Beethoven:
  - Vioolconcert op. 61 in D-groot (1806)
- Alban Berg
  - Vioolconcert Dem Andenken eines Engels (1935)
- August De Boeck
  - Vioolconcert (1934)
- Johannes Brahms:
  - Vioolconcert in D-groot (1878)
- Benjamin Britten
  - Vioolconcert (1938-1939)
- Max Bruch
  - Vioolconcert nr. 1 in g-klein, op. 26 (1867)
  - Vioolconcert nr. 2 in d-klein, op. 44 (1877)
  - Vioolconcert nr. 3 in d-klein, op. 58 (1891)

### C
- Aram Chatsjatoerjan
  - Vioolconcert in d-klein (1940)
  - Concertrapsodie voor viool en orkest (1962)
- Samuel Coleridge-Taylor
  - Vioolconcert in g-klein (1911-1912)
- Guirne Creith
  - Vioolconcert in g-klein (1932-1934)

### D
- Michael Daugherty
  - Fire and Blood
- Frederick Delius
  - Vioolconcert
- Antonín Dvořák
  - Vioolconcert in a-klein, op. 53 (1879–1880)
- Donnacha Dennehy
  - Elastic Harmonic
- Frederik Devreese
  - Vioolconcert (1951)
- George Dyson
  - Vioolconcert

### E
- Edward Elgar
  - Vioolconcert in b-klein, op. 61 (1910)

### F
- John Foulds
  - Apotheosis (Foulds)

### G
- Philip Glass
  - Vioolconcert nr. 1 (1987)
  - Vioolconcert nr. 2 (2009)
- Aleksandr Glazoenov
  - Vioolconcert in a-klein, op. 82 (1904)
- Karl Goldmark
  - Vioolconcert in a-klein, op. 28 (1877)
- Berthold Goldschmidt
  - Vioolconcert (Berthold Goldschmidt)
- Sofia Gubaidulina
  - Vioolconcert Offertorium, (1980–86)

### H
- Johan Halvorsen
  - Vioolconcert
- Joseph Haydn
  - Vioolconcert nr. 1 in C-groot (1760)
  - Vioolconcert nr. 2 in G-groot
  - Vioolconcert nr. 3 in A-groot
  - Vioolconcert nr. 4 in G-groot
- Hans Werner Henze
  - Vioolconcert nr. 1 (1947)
  - Vioolconcert nr. 2 (1971)
  - Vioolconcert nr. 3 (1996, herzien in 2002)
- Toshio Hosokawa
  - Voyage I

### J
- Joseph Jongen
  - Vioolconcert in b-klein, op. 17 (1899)

### K
- Dmitri Kabalevski
  - Vioolconcert
- Uuno Klami
  - Vioolconcert
- Erich Wolfgang Korngold
  - Vioolconcert in D-groot , op. 35 (1945)

### L
- Édouard Lalo
  - Vioolconcert in F-majeur, op. 20 (1873)
  - Vioolconcert in d-klein Symphonie espagnole, op. 21 (1875)
  - Vioolconcert in f-klein Concerto russe, op. 29
- Aubert Lemeland
  - Vioolconcert nr. 1 To the memory of William Schuman, op. 128 (1985)
  - Vioolconcert nr. 2, op. 148 (1990)
  - Vioolconcert nr. 3, op. 151 (1992)
- Jonathan Leshnoff
  - Vioolconcert
- György Ligeti
  - Vioolconcert (1990)
- Magnus Lindberg
  - Vioolconcert

### M
- Stuart MacRae:
  - Vioolconcert (van 2001)
- Frank Martin
  - Polyptyque
- Felix Mendelssohn Bartholdy:
  - Vioolconcert in e-mineur, op. 64
- Nikolaj Mjaskovski
  - Vioolconcert in d-klein op. 44 (1938)
- Wolfgang Amadeus Mozart
  - Vioolconcert nr. 1 in Bes-groot, KV 207 (1773)
  - Vioolconcert nr. 2 in D-groot, KV 211 (1775)
  - Vioolconcert nr. 3 in G-groot, KV 216, Strassburg (1775)
  - Vioolconcert nr. 4 in D-groot, KV 218 (1775)
  - Vioolconcert nr. 5 in A-groot, KV 219, Turks (1775), met alternatief Adagio in E, K. 261 (toegevoegd in 1776)
- Carl Nielsen
  - Vioolconcert FS 61, op. 33 (1911)

### P
- Niccolò Paganini
  - Vioolconcert nr. 1 in D-groot, op. 6, MS 21 (ca. 1811–17)
  - Vioolconcert nr. 2 in b-klein, op. 7, MS 48, La Campanella (1826)
  - Vioolconcert nr. 3 in E-groot, MS 50 (ca. 1826–30)
  - Vioolconcert nr. 5 in a-klein (1830)
- Krzysztof Penderecki
  - Vioolconcert nr. 1
  - Vioolconcert nr. 2
- Sergej Prokofjev:
  - Vioolconcert nr. 1 in D-groot (1917)
  - Vioolconcert nr. 2 in g-klein (1935)
- Uljas Pulkkis
  - Enchanted Garden

### R
- Sunleif Rasmussen
  - Vioolconcert nr. 1
- Wolfgang Rihm
  - "Lichtzwang". Erste Musik für Violine und Orchester (1975-1976)
  - "Gesungene Zeit". Zweite Musik für Violine und Orchester (1991-1992)
  - Dritte Musik für Violine und Orchester (1993)
  - "Coll’arco". Vierte Musik für Violine und Orchester (2007-2008)
- Julius Röntgen
  - Vioolconcert nr. 1 in a-klein (1902)
  - Vioolconcert nr. 2 in D-groot (1926)
  - Vioolconcert nr. 3 in fis-klein (1931)

### S
- Camille Saint-Saëns
  - Vioolconcert nr. 1 in A-groot, op. 20 (1859)
  - Vioolconcert nr. 2 in C-groot, op. 58 (1858)
  - Vioolconcert nr. 3 in b-klein, op. 61 (1880)
- Aulis Sallinen
  - Vioolconcert
- Arnold Schönberg
  - Vioolconcert, op. 36 (1936)
- William Schuman
  - Vioolconcert (1947)
- Robert Schumann
  - Vioolconcert in d-klein, WoO 23 (1853)
- Salvatore Sciarrino
  - Allegorie van de nacht (Allegoria della notte)
- Roger Sessions
  - Vioolconcert
- Dmitri Sjostakovitsj
  - Vioolconcert nr. 1 in a-klein, op. 77 (1948, herzien 1955 als op. 99)
  - Vioolconcert nr. 2 in cis-klein, op. 129 (1967)
- Jean Sibelius
  - Vioolconcert op. 47, 1903, revisie 1905
- Igor Stravinsky
  - Vioolconcert
- Karol Szymanowski
  - Vioolconcert nr. 1, op. 35 (1916)
  - Vioolconcert nr. 2, op. 61 (1932-1933)

### T
- Sergej Tanejev
  - Concertsuite voor viool en orkest
- Olav Anton Thommessen:
  - BULL's eye (2002)
- Boris Tsjajkovski
  - Vioolconcert
- Pjotr Iljitsj Tsjaikovski:
  - Vioolconcert in D-groot, op. 35 (1878)
- Boris Tisjtsjenko
  - Vioolconcert nr. 1

### V
- Antonio Vivaldi
  - L'estro Armonico, op. 3 (1711) — twaalf concerti, nr. 6 (a-klein)
  - La stravaganza, op. 4 (ca. 1714)
  - De vier jaargetijden (ca. 1725) — vier concerti, de eerste vier stukken van Il cimento dell'armonia e dell'inventione, op. 8
- Henri Vieuxtemps
  - Vioolconcert nr. 1 in E-groot, op. 10 (1840)
  - Vioolconcert nr. 2 in fis-klein Sauret, op. 19 (1836)
  - Vioolconcert nr. 3 in A-groot, op. 25 (1844)
  - Vioolconcert nr. 4 in d-klein, op. 31 (c.1850)
  - Vioolconcert nr. 5 in a-klein op. 37 (1861)
  - Vioolconcert nr. 6 in G-groot, op. 47 (1865) (op. posth. nr. 1)
  - Vioolconcert nr. 7 in a-klein À Jenő Hubay, op. 49 (1870) (op. 3 postuum)
- Giovanni Battista Viotti
  - 29 vioolconcerten, waaronder:
  - Vioolconcert nr. 22 in a-klein

### W
- William Walton
  - Vioolconcert (1938-1939)
- Mieczysław Weinberg
  - Vioolconcert op. 67 (1959)
- Henryk Wieniawski
  - Vioolconcert nr. 1 in fis-klein, op. 14
  - Vioolconcert nr. 2 in d-klein, op. 22

### Z
- Bernd Alois Zimmermann
  - Vioolconcert (1950)